# ロベール辞書
ロベール辞書（フランス語: Dictionnaires Le Robert、発音：ディショネール・ル・ロベール）は、フランスの辞書出版社で、ポール・ロベール（Paul Robert）によって設立された。同社出版の『プチ・ロベール」（Petit Robert、初版1967年のロベール辞書縮刷版）は、しばしばフランス語の権威ある辞典のひとつとみなされている。

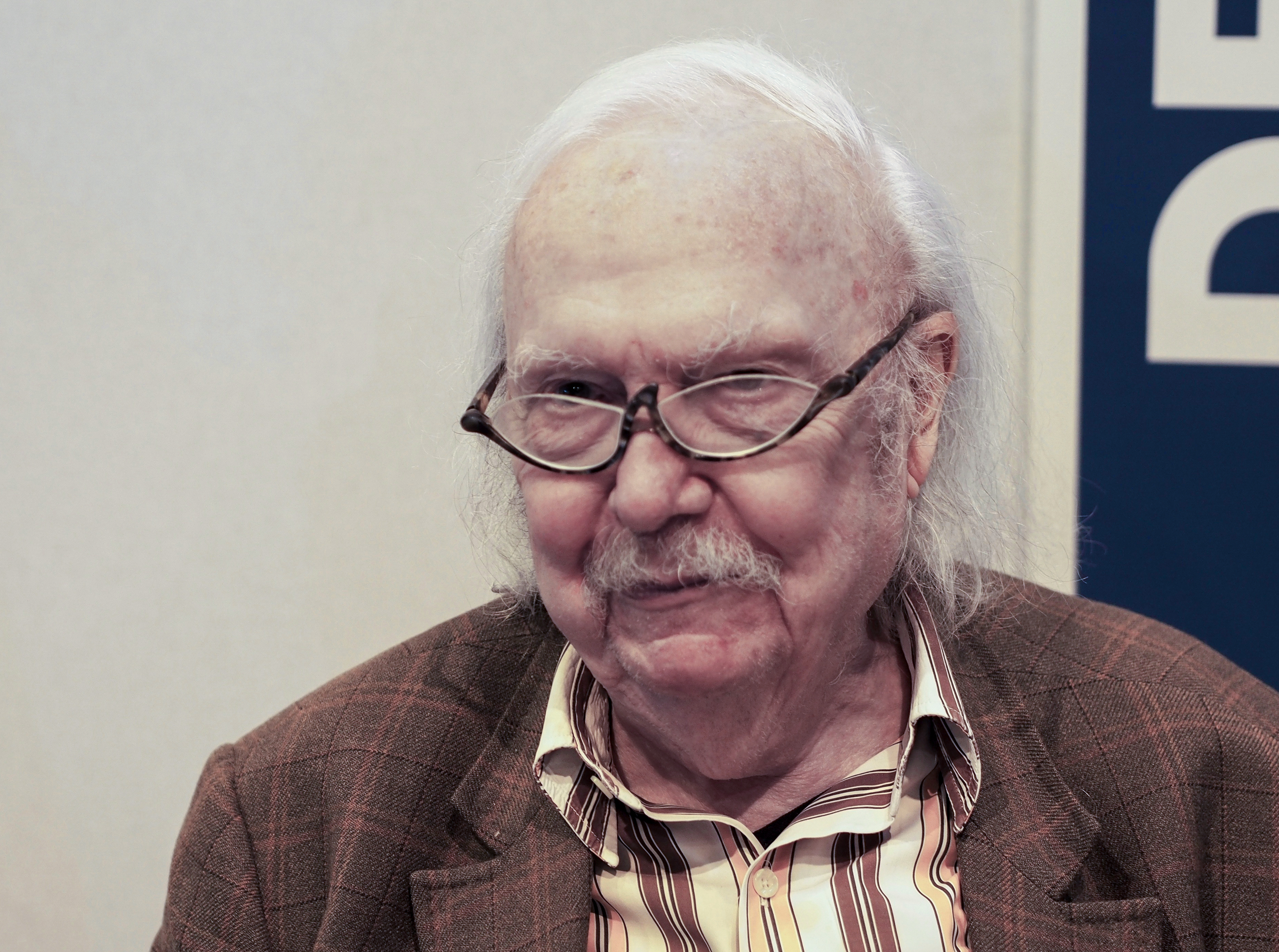
アラン・レイ（以前の編集者）

ロベール辞書の編集委員会の創立メンバーは、辞書学者であるアラン・レイ（Alain Rey）とジョゼット・レイ＝ドゥボーヴ（Josette Rey-Debove）であった。
ケベック・フランス語用には、『現代ケベック・フランス語辞書』（Dictionnaire québécois d'aujourd'hui、1992/93年）を出版している。

## 対訳辞書
ロベール辞書は、ハーパーコリンズ社との協力による英仏辞典、独仏辞典、ザニケッリ社（Zanichelli）との協力による伊仏辞典、ヴァン・デール社（Van Dale）との協力による蘭仏辞典など、一連の対訳辞典も出版している。
日本では、小学館ロベール仏和大辞典編集委員会による『小学館ロベール仏和大辞典』（1988年）も出版されている。

## 参照
- プチ・ラルース
- 仏和辞典